# مالكوم لاك
مالكوم لاك (3 أغسطس 1994 بهراري في زيمبابوي - ) (بالإنجليزية: Malcolm Lake)‏ هو لاعب كريكت زيمبابوي.

## وصلات خارجية
- مالكوم لاك على موقع إي آس بي آن كريك إنفو (الإنجليزية)